# ブケデア県

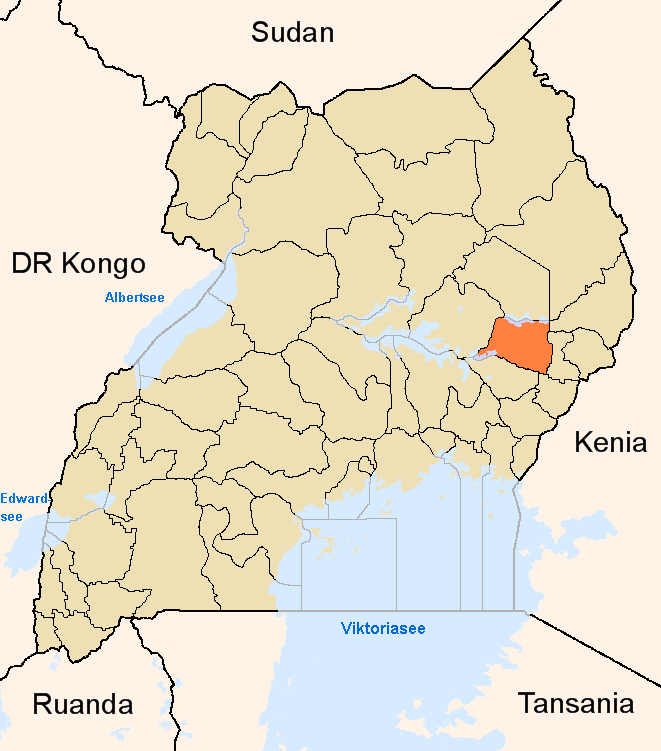
2001年から2005年のクミ県と県境、南東部がブケデア県

ブケデア県 (ブケデアけん、Bukedea District) はウガンダ東南部テソ地方南東部の県。2006年7月1日にクミ県から南東部のブケデア郡が分割され設置された。面積は1,049.34km²で、13.5km²は水域である。ブケデア郡にブケデアTCを含め6の副郡、73の教区が置かれている。2002年の国勢調査人口は 122,527 人、2007年の概算人口は 149,500 人。住民の95%はテソ族で、84%が農民でウシ、ヒツジ、ヤギ、家禽等の家畜も飼われている。知事に相当する第5地域議会 (LC5) 議長は国民抵抗運動 (NRM) のサム・エブカリム。

## 隣接する県
北東にカラモジャ地方のナカピリピリ県、東にブギスのシロンコ県、南にムバレ県、南西にブケディのパリサ県と接する。南のムバレから西にかけてウガンダ鉄道の路線が通る。

## 脚註
1. 1 2 3  BUKEDEA DISTRICT LOCAL GOVERNMENT OVC MAPPING REPORT, Oct 2007.